# Tor Nørretranders
Tor Nørretranders (født 20. juni 1955 i København) er en dansk faglitterær forfatter, ifølge ham selv ikke at forveksle med populærvidenskabelig forfatter.
Han blev et kendt ansigt i Danmark som redaktør af Danmarks Radios videnskabsprogram Hvælv fra 1986 til 1989, der blandt andet introducerede fraktaler for den almindelige dansker.
Nørretranders store gennembrud som forfatter kom med bogen Mærk Verden fra 1991 om bevidsthed.
Bogen blev oversat til engelsk og udgivet med titlen The User Illusion: Cutting Consciousness Down to Size i 1998. Tor Nørretranders udgav i 2017 bogen "Altid allerede elsket", som blev til på vennen Peter Bastians dødsleje. Det er en stærkt personlig og intens bog om musikeren og livsfilosoffen, der finder fred i kristendommen i ellevte time.
Fra 1995 til 1996 var Nørretranders direktør for Mindship Fonden.
Mindship var en del af Kulturby 96 og et forsøg på at koble videnskab og kunst i en tredje kultur.
Organisationen holdt til i lokaler på Holmen hvorfra der blev holdt såkaldte Third Culture Copenhagen (TCC) seminarer.
Projektet var støttet med næsten 10 millioner offentlige kroner, men blev den 12. november 1996 begæret konkurs.
Nørretranders havde hyret Henrik Boserup som kok i den tilknyttede restaurant Canteena.
I 2003 dømte Østre Landsret Nørretranders til at betale 1,5 millioner i erstatning til kreditorerne som følge af erstatningsansvaret for tabet ved etableringen af restauranten.
I 2003-2008 var han adjungeret professor på Handelshøjskolen i København på Institut for Ledelse, Politik og Filosofi.
Forfattervirksomhed som hovederhverv siden 1990.

## Akademisk baggrund
- Cand.techn.soc. fra RUC
- Danmarks tekniske Højskole (DTU) 1982-83 som projektmedarbejder på Projekt Pegasus om teknologivurdering af bioteknologi;
- Det Kgl. Danske Kunstakademi 1990-91 som forelæser om det moderne verdensbillede;
- Copenhagen Business School (CBS) 2003-08 som adjungeret professor i videnskabsfilosofi;
- Nanyang Technological University 2014-15 som visiting scientist og forelæser om “The Complexity of Everyday Life”.

## Journalistisk baggrund
- Information 1975-1982
- Weekendavisen 1983-1985
- Børsens Nyhedsmagasin 1985-1986
- Danmarks Radio TV-K 1986-1988
- Chaos 1988-1990 (virksomhed der producerede videnskabelig journalistik og fjernsyn)
- Modtager 'Dansk Forfatterforenings Faglitterære Pris 1985' og 'Publicistprisen 1988'

• Redaktør af antologibøgerne Hengivelse (1981), Informations Forlag,  og Månen i Manden (1983), Tiderne Skifter. 
• I redaktionen for astronomitidsskriftet Lafa 1970-75, 
• Naturkampen 1976-86, Hug! 1983-86; 
• Redaktør af bogserien Nysyn 1987-89. 
• Kurator udstillingen "Stenens hjerte", Dansk Arkitektur Center 2014.

Foredragsvirksomhed:
Siden 1970’erne i ind- og udland på læreanstalter, skoler, uddannelsessteder, kulturhuse, fagforeninger, kongresser, konferencer museer og offentlige arrangementer. Har bl.a. undervist  på Det frie Gymnasium, RUC, Københavns Universitet og Nanyang Technological University

Organisatorisk virke:
Direktør for Chaos 1988-1990. 
Medlem af Kunstnerisk Råd for Dr. Dante fra 1991. 
Direktør iMindship Fonden 1995-96. 
Formand for Kompetencerådet 2001. 
Advisory Board for MAD Food Symposium 2011-2014. 
Begejstringsgruppen til Samsø Frie Skoles skabelse af Bisgaard Forte Fjorten som skole i skoven og mødested for øen (2019-2025). 
Stauns Sommersal 2020 (sommersal.dk).

## Filmografi
- Klatten med de seje træer (1994)